# Marjorie Doggett
Marjorie Doggett (nascuda com Millest, 1921- 15 d'agost de 2010) va ser una defensora pels drets dels animals de Singapur. Ajudà a establir helped establir-se a Singapur la Societat per la Prevenció de la Crueltat cap als Animals (SPCA) i ajudà a detindre el tràfic il·legal d'espècies salvatges al país asiàtic. També fou una fotògrafa amb obres mostrades en publicacions impreses i en pel·lícules i conservades els Arxius Nacionals de Singapur.

## Biografia
Doggett nasqué a Sussex, Anglaterra el 1921. Les primeres experiències de Doggett amb els animals consistien en passar el temps amb ells a la granja de la seua iaia. Quan tenia l'edat de 16 anys, Marjorie escoltà una xarrada donada per la seua directora sobre els animals de laboratori utilitzats a l'escola i snetí que els feien patir.
Durant la Segona Guerra Mundial, she treballà d'infirmera i aleshores el 1947 va anar a Singapur amb el seu espòs, Victor Doggett, qui estava posicionat allí amb la Royal Air Force. Doggett ajudà a créixer la Societat per la Prevenció de la Crueltat cap als Animals (SPCA) a Singapore. L'organització començà a Singapur primer com un servei voluntari iniciat per Doggett que rescatava gats del carrer i després es convertí en la SPCA de Singapur. Perquè no hi havia molts vegetarians a l'àrea, Doggett agafaria gats ferits a un veterinari a Kampong Java. El seu grup de rescat de gats es convertí en una filial de la SPCA formalment el 1954, i amb la seu a Orchard Road. Doggett i el seu marit es convertiren en ciutadans de Singapur el 1960 (1961 segons la Library of Congress).
El 1974, la doctora Shirley McGreal, una primatòloga contactà Doggett per parlar del tràfic il·legal d'animals salvatges. Acabaren treballant juntes per més de 25 anys, i portaren a la llum several smuggling incidents i fins i tot es feien passar per col·leccionistes d'animals per a descobrir traficants il·legals d'animals. Es convertí en directora consultiva de la Societat mundial de la protecció dels animals i la secretària de la Lliga de la Protecció dels Primats Internacional el 1982. En 1984, ella començà una columna regular per al SPCA Bulletin. Doggett també escrivia regularment en els periòdics i era citada en els mitjans de comunicació respecte els assumptes del drets dels animals.
Doggett morí el 15 d'agost de 2010 a sa casa a Toh Heights, després d'estar malaltia durant molts anys. Ella tenia la malaltia d'Alzheimer, però encara estimava i protegia els animals fins als seus últims dies, segons el seu fill, Nicholas.

## Llegat
L'altre amor que tenia ella era la fotografia i gaudia fotografiant edificis històrics. Les fotografies de Doggett foren fetes amb una càmera Rolleicord. Algunes de les seues fotografies es troben publicades en Characters of Light (1957) i en el documental, Invisible City (2007). Nicholas, el seu fill, donà la seua col·lecció de fotografies als Arxius Nacionals de Singapur el 2016. El 2017, Marjoria fou inclosa al Saló de la Fama de les Dones de Singapur per la seua feina pels animals.